# Kultura protomierzanowicka

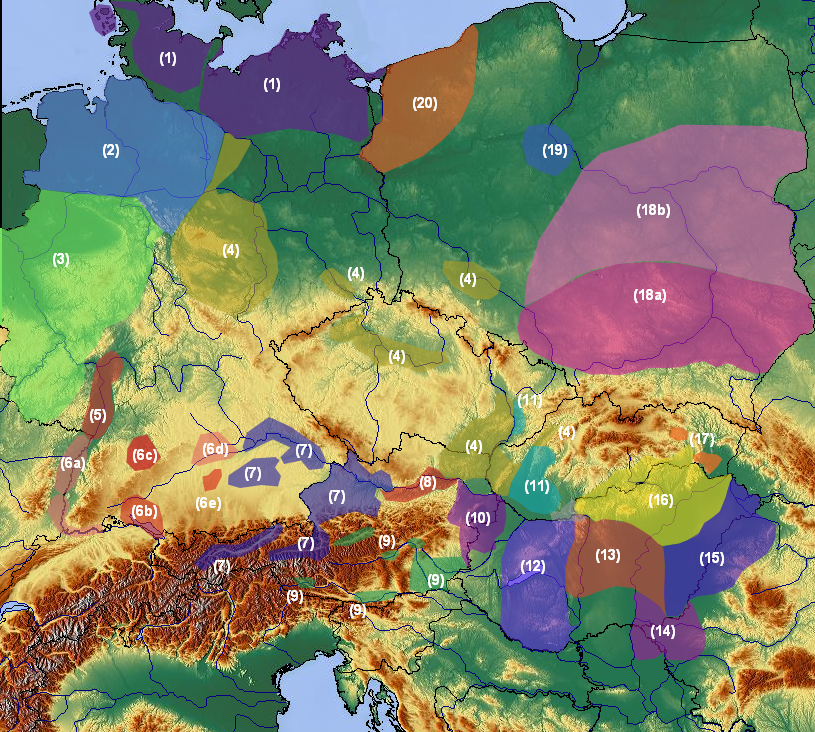
Późniejsza "właściwa" kultura mierzanowicka oznaczona jako:18a oraz 18b; dorzecze Wagu oraz część wschodniego dorzecza Morawy zajęte przez grupę nitrzańską kultury ceramiki sznurowej zaznaczone jako: 11

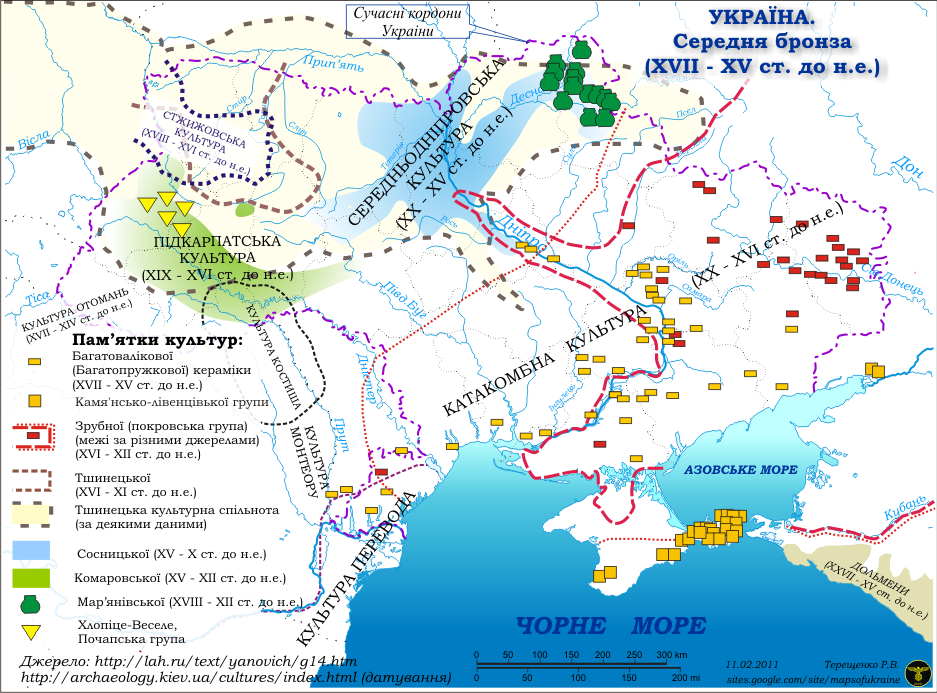
Pod nazwą Chłopice-Veselè oznaczona żółtymi trójkątami

Faza/kultura protomierzanowicka (dawniej nazywana kulturą Chłopice-Veselè) – kultura, która pojawiła się prawdopodobnie jeszcze u schyłku istnienia krakowsko-sandomierskiej grupy kultury ceramiki sznurowej. Powstała zapewne na Wyżynie Małopolskiej i dała początek przemianom, dzięki którym wykrystalizowała się kultura mierzanowicka.

## Występowanie
W Polsce swoim rozproszonym zasięgiem objęła górne dorzecze górnej Wisły, górnego Bugu i górnej Odry, na zachodzie granica przebiegała wzdłuż Prosny, natomiast na północy stanowi ją prawdopodobnie rubież Pojezierza Mazurskiego. Na południe od Karpat zajmuje część zachodniej Słowacji i wschodnich Moraw, to jest obszary w dorzeczu Wagu i lewobrzeżnego dorzecza Morawy, poza tym we wschodniej Słowacji Kotlinę Koszycką. Na wschodzie występuje ona w dorzeczu górnego Dniestru i Bugu (tzw. Kotlina Nadbużańska).

## Obrządek pogrzebowy
Zdecydowanie panował obrządek szkieletowy. Z terenu Polski znany jest tylko jeden ciałopalny grób z Wierzbnika (dziś teren Starachowic). W grobach szkieletowych zmarli leżą w jamach o zarysie kolistym, owalnym lub prostokątnym (z zaokrąglonymi narożnikami) i ułożeni są na dnie jamy lub skrzyni grobowej na boku (mężczyźni na prawym, kobiety na lewym), z nogami przeważnie dość silnie podkurczonymi (zgiętymi w kolanach mniej więcej pod kątem prostym). Obie ręce złożone są na pasie, na piersiach lub tylko jedna ręka tak złożona, a druga wyprostowana i wyciągnięta wzdłuż ciała. W orientacji szkieletów według stron świata panuje dość duża różnorodność, jednak na niektórych stanowiskach obserwuje się tendencję do układania zmarłych na osi wschód-zachód.